# Adnan Khairallah
Adnan Khairallah (in arabo عدنان خير الله طلفاح‎?; Tikrit, 23 settembre 1940 – Mosul, 4 maggio 1989) è stato un generale e politico iracheno, cognato e cugino di Saddam Hussein (fratello di Sajida Talfah e figlio di Khairallah Talfah).

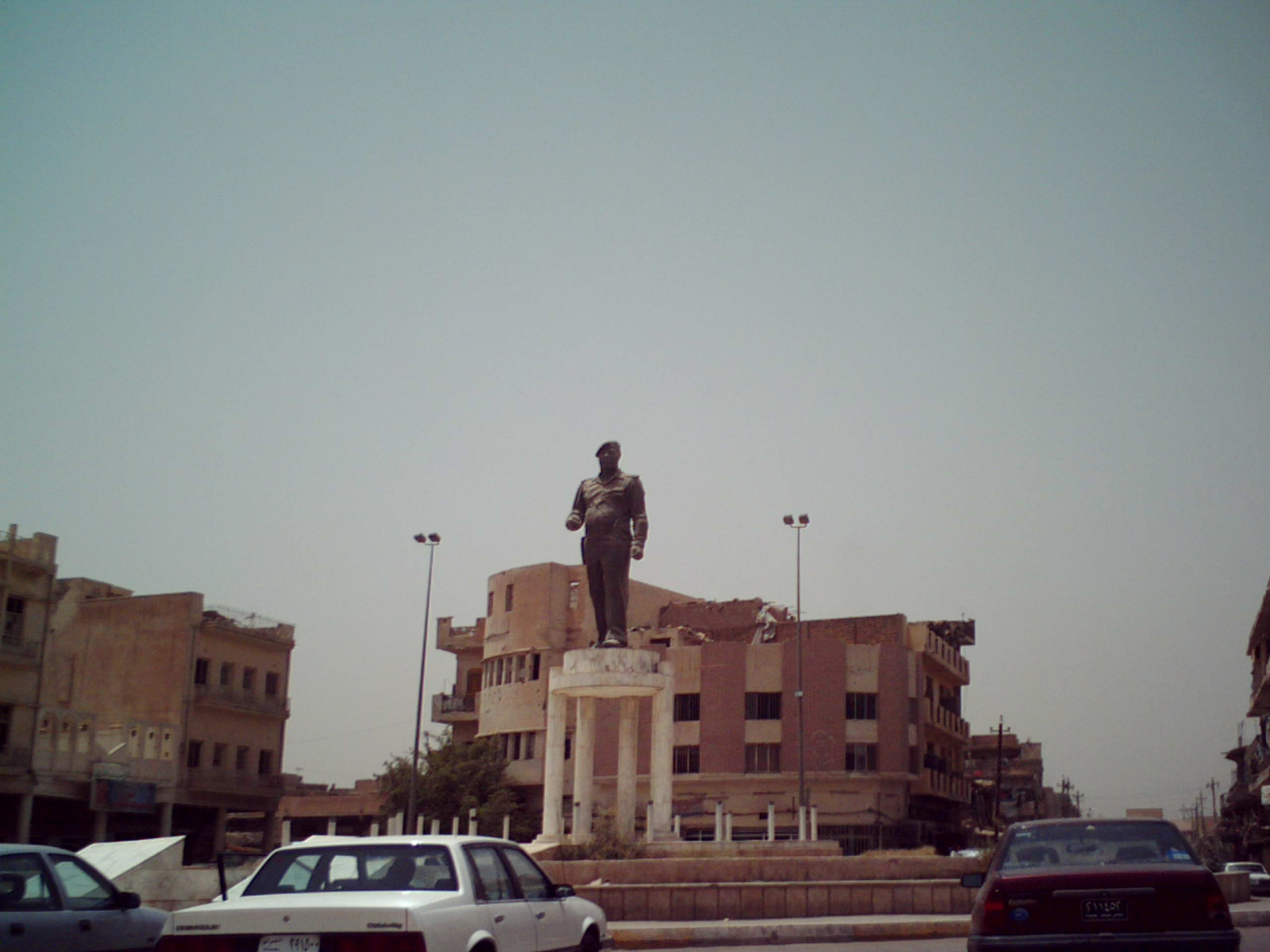
Statua di Adnan Khairallah a Baghdad rimossa in seguito nel 2009.

Ricoprì diverse alte cariche politiche e fu membro del Consiglio del Comando Rivoluzionario dell'Iraq. Servì anche come Ministro della Difesa dell'Iraq dal 1977 fino alla sua morte. Morì nel 1989 apparentemente in un incidente aereo. Le circostanze che circondano la sua morte e alcune dispute con Saddam Hussein e voci di un possibile colpo di stato hanno fatto credere che Khairallah sia stato ucciso sotto diretti ordini del Ra'is.

## Biografia
Khairallah aderì alla sezione irachena del Partito Ba'th nel 1956. Fu arrestato nel 1959 in seguito a un tentativo di assassinio nei confronti del generale Abd al-Karim Qasim. Ebbe un ruolo importante nei due colpi di stato del 1963 e del 1968 che portarono al potere il Partito Ba'th. Nel 1977 fu nominato ministro della difesa da Ahmed Hasan al-Bakr e fu nominato anche ministro di stato e entro a far parte sia del comando regionale del Partito Ba'th che del Consiglio del Comando della Rivoluzione iracheno, nel 1979 divenne anche vice-primo ministro.
Khairallah mantenne la sua carica di ministro della difesa anche durante la Guerra Iran-Iraq e fu nominato vice-comandante supremo delle Forze armate irachene secondo solo a Saddam Hussein. In questa posizione ebbe un ruolo cruciale nel ricostruire e modernizzare le forze armate irachene. Nel novembre 1988 suo nipote Uday Saddam Hussein fu arrestato con l'accusa di aver ucciso un ufficiale membro dell'unità delle guardie del corpo di Saddam Hussein Kamel Hana Gegeo. Questo scandalo provoco una spaccatura nella famiglia Hussein con la madre di Uday e sua sorella Sajida Talfah che chiese il suo aiuto per scarcerare suo figlio ma Adnan scomparve dalla scena pubblica tra l'agitazione di un potenziale golpe e l'arresto di diversi ufficiali che accusarono Adnan di essere la mente dietro a tale golpe.
Adnan ricomparve nei primi mesi del 1989 in un filmato con sua sorella Sajida e Saddam in una vacanza vicino a Bassora in seguito alla distribuzione di tale filmato, Adnan ritorno alle sue mansioni di ministro della difesa. Il 7 maggio 1989 Saddam Hussein annunciò che Adnan era morto tre giorni prima in un incidente aereo mentre si stava recando a visitare delle posizioni militari e stava per incontrare diversi membri della famiglia presidenziale nelle montagne di Sarsang vicino a Mosul.
Quando annunciò la sua morte, Saddam lo lodò per essere stato uno "degli eroi di guerra che si erano distinti di più e una stella scintillante nei cieli iracheni"; gli venne anche concesso un funerale di stato e fu eretta una statua in suo onore a Baghdad. Tale statua fu in seguito rimossa nel 2009. Alcuni hanno accusato Saddam Hussein di essere il mandante della sua morte e di aver incaricato suo genero il generale Hussein Kamel al-Majid di posizionare quattro cariche esplosive sull'elicottero che trasportava Adnan.